# Mosteiro de Irache
O Mosteiro de Santa Maria a Real de Irache (em castelhano: Monasterio de Santa María la Real de Irache; em basco: Iratxeko monasterioa; em ambas as línguas também é comum chamar-se de Iratxe) é um antigo mosteiro beneditino localizado na aldeia de Ayegui, Navarra, Espanha. Data possivelmente do século VIII, embora os edifícios sobreviventes sejam posteriores.
Adjacente ao mosteiro há uma exploração vinícola, as Bodegas Irache, que continua uma tradição de viticultura que data dos tempos monásticos. No século XVI o mosteiro fundou um colégio que se tornou a primeira universidade de Navarra, a Universidad Real de Hyrache. Tornou-se universidade pontifícia em 1615 e fechou em 1824.
O mosteiro está protegido como monumento desde 1877. Em 2007, os edifícios, além da igreja, foram destinados à conversão em parador (hotel). Como resultado da crise económica, em 2012 o projecto de conversão ficou pendente e acabou por ser definitivamente cancelado em 2020.